# VC-1 (videocodec)
VC-1 is de informele benaming voor de SMPTE-standaard 421M videocodec. Het beschrijft een videoformaat dat zich baseert op Windows Media Video versie 9. Op 3 april 2006 kondigde SMPTE het formele formaat VC-1 als SMPTE 421M aan.
SMPTE 421M is een vervolg op het conventionele DCT-gebaseerde videoformaat zoals dat ook te vinden is in H.261, H.263, MPEG-1, MPEG-2 en MPEG-4. Het wordt algemeen beschouwd als hét alternatief op het nieuwste ITU-T- en MPEG videoformaat dat ook wel bekendstaat onder de naam H.264/MPEG-4 AVC.
VC-1 kan zowel zeer lage als zeer hoge bitrates verwerken. VC-1 is geschikt voor hogere resoluties zoals 2048 × 1536 pixels, voor digitale bioscoop, bij een maximum bitrate van 135 Mbps. Een voorbeeld van zeer lage video bitrate is 120 × 160 pixels aan 10 kilobits per seconde (kbps), voor modemtoepassingen.
Hoewel VC-1 en WMV9 beide refereren aan dezelfde formaattechnologie, voor zover het Microsoft betreft, is VC-1 eigenlijk een overtreffende trap van WMV9. De VC-1 beschikt over meer coderend gereedschap voor 'interlaced video sequences' dan het originele WMV9-formaat dat zich meer richtte op progressieve coderingen bij computerschermen. Het belangrijkste doel van de VC-1/WMV9 geavanceerde profielontwikkeling en standaardisatie was om de compressie van 'interlaced content' te ondersteunen zonder van tevoren bestanden om te zetten naar progressieve bestanden. Alleen op die directe wijze zou het formaat ideaal zijn voor uitzendingen en professioneel gebruik in de video-industrie.
Zowel hd-dvd en blu-raydisk hebben VC-1 geadopteerd als formaat, wat inhoudt dat alle apparatuur video kan lezen en afspelen zolang het formaat maar door VC-1 gecomprimeerd is.

## Overzicht bit verschillende profielen
| Profiel  | Level  | Bit rate | Resolutie                   |
| -------- | ------ | -------- | --------------------------- |
| Simpel   | Low    | 96 Kbps  | 176 × 144 @ 15 Hz (QCIF)    |
|          | Medium | 384 Kbps | 240 × 176 @ 30 Hz           |
|          |        |          | 352 × 288 @ 15 Hz (CIF)     |
| Main     | Low    | 2 Mbps   | 320 × 240 @ 24 Hz (QVGA)    |
|          | Medium | 10 Mbps  | 720 × 480 @ 30 Hz (480p)    |
|          |        |          | 720 × 576 @ 25 Hz (576p)    |
|          | High   | 20 Mbps  | 1920 × 1080 @ 30 Hz (1080p) |
| Advanced | L0     | 2 Mbps   | 352 × 288 @ 30 Hz (CIF)     |
|          | L1     | 10 Mbps  | 720 × 480 @ 30 Hz (NTSC-SD) |
|          |        |          | 720 × 576 @ 25 Hz (PAL-SD)  |
|          | L2     | 20 Mbps  | 720 × 480 @ 60 Hz (480p)    |
|          |        |          | 1280 × 720 @ 30 Hz (720p)   |
|          | L3     | 45 Mbps  | 1920 × 1080 @ 24 Hz (1080p) |
|          |        |          | 1920 × 1080 @ 30 Hz (1080i) |
|          |        |          | 1280 × 720 @ 60 Hz (720p)   |
|          | L4     | 135 Mbps | 1920 × 1080 @ 60 Hz (1080p) |
|          |        |          | 2048 × 1536 @ 24 Hz         |